# Поликлиника на улице 10-летия Октября
Поликлиника на ул. 10-летия Октября – здание и функционирующее в нем учреждение, в районе Хамовники Центрального административного округа города Москвы, расположенное на ул. 10-летия Октября, д. 2, стр. 1. Здание является объектом культурного наследия регионального значения .

## История
Проектирование и строительство здания связано со строительством жилого квартала «Усачевка» в этом районе. Здание изначально было спроектировано как поликлиника, с 1929 года в здании начала работать Детская консультация при Едином диспансере, после чего до настоящего времени учреждение функционирует как детская амбулатория.
В 2019 году запланировано проведение реставрационных работ в отношении здания поликлиники .

## Архитектура
Здание построено в 1920-х годах по проекту архитектора А. И. Мешкова и при участии инженера Г. Н. Масленникова в авангардном стиле (конструктивизм). Это двухэтажное (частично трехэтажное) кирпичное здание с подвалом, имеющее Г-образную форму и полукруглое оформление угловой части. Архитектурной особенностью дома является сочетание лицевой кирпичной кладки с оштукатуренными деталями при общей лаконичности фасада. Особенностью интерьеров поликлиники является оформление окон, а также применение цветной напольной метлахской плитки .